# Mus setulosus
Il topo di Peters (Mus setulosus Peters, 1876) è un roditore della famiglia dei Muridi diffuso nell'Africa equatoriale.

## Descrizione
Roditore di piccole dimensioni, con la lunghezza della testa e del corpo tra 45 e 82 mm, la lunghezza della coda tra 39 e 58 mm, la lunghezza del piede tra 12,5 e 17 mm, la lunghezza delle orecchie tra 5,5 e 12 mm e un peso fino a 9 g.

La pelliccia è ruvida e cosparsa densamente di setole. Le parti superiori sono marroni scure. Le parti ventrali sono grigie. Le zampe sono marroni. La coda è più corta della testa e del corpo, è marrone sopra e grigia sotto.

## Biologia

### Comportamento
È una specie terricola. 

## Distribuzione e habitat
Questa specie è diffusa nella Sierra Leone orientale, Guinea sud-orientale, Liberia; Costa d'Avorio, Ghana e Togo meridionali; Camerun centrale e meridionale, Gabon settentrionale, Repubblica Democratica del Congo nord-occidentale; Etiopia centrale.
Vive nei prati all'interno di foreste o boschi. Non è noto se si tratti di una specie commensale dell'Uomo.

## Conservazione
La IUCN Red List, considerato il vasto areale, la mancanza di reli minacce e la popolazione localmente comune, classifica M.setulosus come specie a rischio minimo (Least Concern).